# William Sholto Douglas
El Mariscal de la RAF William Sholto Douglas, 1r Baró Douglas de Kirtleside, GCB, MC, DFC (23 de desembre de 1893 - 29 d'octubre de 1969) va ser un alt comandament de la RAF abans i durant la Segona Guerra Mundial.
Va néixer a Headington, Oxfordshire, fill del Professor Robert Langton Douglas. Va assistir a Oxford. Amb l'esclat de la I Guerra Mundial va ser oficial a l'Artilleria Reial. El 1915, després d'una discussió amb el seu oficial superior, va ser destinat al Royal Flying Corps, unint-se al 2n Esquadró com a observador. Aviat seguí el curs de pilot. El setembre del 1917 era major i Oficial Comandant del 84è Esquadró. L'esquadró esdevingué una de les principals unitats de caces de la RAF el 1918, i al final de la guerra havia rebut una Creu Militar i una Creu dels Vols Distingits.
Durant l'època d'entreguerres treballà com a pilot comercial, reallistant-se a la RAF el 1920 després d'una trobada casual amb Hugh Trenchard. Esdevingué instructor de la RAF abans de ser nomenat pel Ministeri de l'Aire el 1936. Va ser promogut a Vicemariscal de l'Aire el 1938 i va ser nomenat assistent en cap de l'Estat Major de l'Aire.
Durant la II Guerra Mundial, ell i Trafford Leigh-Mallory van topar amb el comandant de l'11è Grup, Keith Park, així com amb el Cap de la Comandància de Caces, Hugh Dowding, sobre l'estratègia a seguir a la batalla d'Anglaterra. Douglas volia una estratègia més agressiva amb la Gran Ala. Quan Charles Portal va ser nomenat Cap de l'Estat Major de l'Aire a l'octubre de 1940, recolzà a Douglas, reemplaçant a Park i a Dowding i nomenant Douglas perquè substituís a Dowding com a Cap de la Comandància de Caces.
El 1942 Douglas va ser substituït a la Comandància de Caces per Leigh-Mallory i va ser enviat a Egipte, sent el comandant de la RAF a l'Orient Mitjà el 1943. Douglas tornà a Anglaterra el 1944 per encapçalar la Comandància Costera durant la invasió de Normandia.
Douglas va ser ben recompensat després de la guerra. Va ser el primer comandant de la Zona d'Ocupació Britànica a Alemanya, i el 1946 va ser promogut a Mariscal de la RAF, sent un dels dos únics homes que han arribat a aquest rang sense ser Cap de l'Estat Major de l'Aire. El 1948 va ser elevat a la noblesa com Baró Douglas de Kirtleside. Es retirà el 1948 i esdevingué president de la BEA el 1949, càrrec que ocupà fins al 1964.

## Condecoracions
Baró (1 de gener de 1948)
 Gran Creu de l'Orde del Bany – 1 de gener de 1946
 Cavaller Comandant de l'Orde del Bany – 1 de juliol de 1941
 Company de l'Orde del Bany – 11 de juliol de 1940
 Creu Militar – 14 de gener de 1916
 Creu dels Vols Distingits – 8 de febrer de 1919
 Estrella de 1914-15
 Medalla Britànica de la Guerra 1914-20
 Medalla de la Victòria 1914-1918
 Estrella de 1939-45 amb barra "Batalla d'Anglaterra"
 Estrella d'Àfrica
 Medalla de la Guerra 1939-1945
 3 Mencions als Despatxos - 1 de gener de 1916, 20 de maig de 1918, 31 de desembre de 1918
 Medalla del Jubileu de Plata del Rei Jordi V 1935
 Creu de Guerra 1914-1918 (França) 1915
 Gran oficial de l'orde de la Corona (Bèlgica) – 20 de juny de 1947
 Orde del Lleó Blanc de 3a classe (Txecoslovàquia) – 12 de gener de 1943
 Orde Polònia Restituta de 2a classe – 29 de maig de 1942
 Orde de l'Àliga Blanca amb Espases de 2a classe (Iugoslàvia) – 21 de gener de 1944
 Cap Comandant de la Legió del Mèrit (Estats Units) – 28 d'agost de 1945
 Comandant de la Legió del Mèrit (Estats Units) – 28 de juliol de 1944
 Medalla del Servei Distingit a la Marina (Estats Units) – 23 de novembre de 1945
 Gran Creu del Reial Orde Noruec de Sant Olaf (9 d'octubre de 1945)
 Gran Creu de l'orde del Fènix (Grècia) – 6 de setembre de 1946
 Gran Creu de l'orde d'Orange-Nassau (Països Baixos) – 15 d'octubre de 1946
 Gran Comandant de la Legió d'Honor (França)
 Creu de Guerra (Txecoslovàquia)